# Чифте хамам
Чифте хамам је хамам (јавно купатило) у Старој скопској чаршији у Скопљу, главном граду Македоније. Изградио га је средином 15. века Иса-бег Исаковић у циљу обезбеђивања средстава за финансирање његове задужбине (вакуфа) у Скопљу, медресе Иса-бега Исаковића.
Чифте хамам је по типу изградње такозвани двојни хамам (тур. çift што значи парни, двојни, дупли). Изграђен је уздужно тако што се мушки и женски део састављају у простору за купање, док се гардеробе налазе на крајевима.
У оба дела је ритуал купања био исти. Од гардеробе се улазило у просторију за аклиматизацију из које се улазило у помоћне просторије (у женском делу депилација и нужник, у мушком делу берберница и тоалет) и у главну просторију за купање. На средини ове просторије је био постамент од камена на којем се лежало у циљу утопљавања и масаже. Ово место се у женском делу називало „ружа хамама“. Око овог централног дела су постојале три просторије у којима је била висока температура, тзв. халвети. Поред зидова главне просторије и у халветима су била поплочана седишта и мермерна корита (курне) из којих се захватала вода за купање. Један од халвета је у женском делу био адаптиран за ритуално купање скопских јевреја и у њему је уместо мермерних корита био базен.
Тренутно се у објекту Чифте хамама налази део поставке Националне галерије Македоније чије је седиште у објекту Даут-пашиног хамама.